# Daniele Conti
Daniele Conti (Nettuno, 9 gennaio 1979) è un dirigente sportivo ed ex calciatore italiano, di ruolo centrocampista.

## Caratteristiche tecniche
Dopo un avvio di carriera da trequartista, è stato un centrocampista che agiva prevalentemente come centrale davanti alla difesa, dotato di buona tecnica e visione di gioco capace di rendersi pericoloso in area avversaria con incursioni sulle palle inattive, nonché una buona capacità realizzativa sui calci da fermo.
Elemento facile ai cartellini, condivide con Giampiero Pinzi il singolare primato di calciatore più ammonito (140) nella storia della Serie A.

## Carriera

### Giocatore

#### Gli esordi con la Roma
Figlio dello storico calciatore della Roma e della nazionale italiana Bruno Conti, fratello di Andrea Conti e padre di Bruno jr, anche loro calciatori professionisti, ha iniziato a giocare nella Roma.
Fa il suo esordio in maglia giallorossa a 17 anni, il 24 novembre 1996 in un Roma-Parma, sotto la guida di Carlos Bianchi. In tre stagioni colleziona 5 presenze in campionato e una in Coppa Italia, riuscendo a segnare anche un gol all'Olimpico, festeggiando sotto la Curva Sud, nella sua prima partita da titolare contro il Perugia, segnando di testa su cross di Dmitrij Aleničev. In quella stessa partita verrà espulso per eccesso di esultanza.

#### Cagliari
Il 15 luglio 1999, all'età di 20 anni, viene ceduto in comproprietà al Cagliari, che a fine stagione rileva per intero il cartellino del giocatore per un totale di 1.250.000.000 lire. Esordisce in maglia rossoblù il 29 agosto dello stesso anno venendo schierato titolare dal tecnico Óscar Tabárez nella sconfitta all'Olimpico contro la Lazio (vittoriosa per 2-1), valida per la prima giornata della stagione 1999-2000.
Nel Cagliari ha un inizio stentato, non riesce ad esprimere al meglio il suo potenziale e, in alcuni casi, si trova in conflitto con degli allenatori, specialmente nel suo primo periodo nella squadra isolana, oltre a essere contestato dai suoi stessi tifosi per le cattive prestazioni offerte in campo. La sua avventura a Cagliari comincia con una retrocessione e spesso pesano sulle spalle del ventenne Daniele gli inevitabili paragoni con il padre. Ciò nonostante, riesce comunque a meritarsi una convocazione in Under-21 dal CT Marco Tardelli.
Dalla Serie B riesce a tornare nel campionato di Serie A dopo più di quattro anni, tanto che il 27 gennaio 2008, in Cagliari-Napoli, segna al 95' il gol del definitivo 2-1 che sancisce la vittoria dei sardi (sotto di un gol fino al 93'), mentre durante la stagione successiva va a segno all'Olimpico di Roma, proprio contro la sua ex squadra. Si ripeterà anche nella partita di andata del campionato 2009-2010 giocata a Cagliari. Al termine della stagione il giocatore prolunga il suo contratto fino al 2013.
Nella stagione 2010-2011, con il ritiro di Diego López diventa il capitano del Cagliari, e segna il suo primo gol stagionale in Serie A nuovamente contro la Roma, prima di uscire per infortunio a seguito di un intervento del difensore giallorosso Nicolás Burdisso, che gli causerà una ferita all'altezza del ginocchio suturata con 30 punti. Alla vigilia della trasferta col Chievo del 3 ottobre 2010, viene messo fuori rosa dall'allenatore del Cagliari Pierpaolo Bisoli insieme al vice-capitano Alessandro Agostini con la seguente motivazione: «Conti e Agostini non fanno più parte del progetto», scelta pienamente appoggiata dalla società. Il 7 ottobre 2010 la diatriba si risolve a seguito di vari colloqui chiarificatori tra Bisoli e i giocatori sospesi, i quali rientrano in squadra.
Nella partita Cagliari-Udinese della stagione 2011-2012, con 328 presenze, eguaglia il record di presenze in campionato con la maglia rossoblù detenuto da Mario Brugnera. Nel gennaio 2013 rinnova il contratto con il Cagliari fino al 2014. Il 1º febbraio 2013, in occasione della partita contro la Roma, raggiunge le 400 presenze assolute tra Campionato e Coppa Italia con il club sardo. Il 24 febbraio 2013, durante la partita Cagliari-Torino (4-3) realizza la sua prima doppietta in Serie A. In occasione della partita Cagliari-Udinese del 27 aprile 2013, raggiunge le 407 presenze assolute in maglia rossoblù, eguagliando il record appartenuto a Mario Brugnera. Al termine della stagione viene premiato dai tecnici e allenatori della Serie A (AIAC) con il riconoscimento "Leader in campo" nel corso della kermesse Football Leader perché meglio di tutti è stato capace di trasmettere ai compagni le direttive degli allenatori durante la stagione.
In occasione della partita Cagliari-Inter del 29 settembre 2013 (valida per il campionato 2013-2014) raggiunge le 290 presenze in Serie A con la maglia del Cagliari, superando Gigi Riva e portandosi a 21 lunghezze dal primatista Nené. Il 10 novembre marca la sua 300ª presenza in Serie A nella partita Cagliari-Torino, segnando due gol su calcio di punizione, che gli permettono di realizzare la sua seconda doppietta nella massima serie italiana. Il 16 novembre riceve il premio USSI 2013 per il record di presenze con la maglia del Cagliari, 396 tra i campionati di Serie A e B. Il 12 aprile 2014 Daniele Conti raggiunge Nené anche nella classifica relativa al numero di presenze in serie A con la maglia del Cagliari: 311 partite.
Il 29 maggio 2015 la società sarda, tramite i propri canali, ringrazia il suo capitano per la lunga militanza, annunciando di fatto la fine di un rapporto lungo 16 anni. Due giorni dopo, al termine dell'ultima partita del campionato (giocata al Sant'Elia contro l'Udinese e vinta per 4-3 dalla compagine isolana già retrocessa in serie B), Daniele Conti dà l'ultimo saluto al pubblico cagliaritano. Complessivamente con la maglia del Cagliari ha giocato 464 partite e segnato 51 gol.

### Dopo il ritiro
Si ritira dal calcio giocato al termine della stagione 2014-15, intraprendendo poi inizialmente la carriera da allenatore. Consegue infatti il patentino da allenatore (UEFA B) il 31 dicembre 2015. Il 12 gennaio 2016 inizia la sua carriera da dirigente sportivo, venendo ingaggiato dal Cagliari in qualità di collaboratore del settore giovanile, in particolare della squadra dello scouting, occupandosi della gestione del vivaio e della scoperta di nuovi talenti. L'8 giugno 2018 viene promosso a responsabile dell'area tecnica dell'intero club coadiuvato dal direttore sportivo Marcello Carli. Due anni dopo inizia a coordinare lo staff tecnico di Under-17 e Primavera, quest’ultima allenata dall’ex compagno Alessandro Agostini. Nell'aprile del 2022 consegue il diploma da direttore sportivo.
L'11 luglio di quell'anno rassegna le dimissioni e lascia il Cagliari dopo 23 anni.

## Riconoscimenti
- Il Cagliari lo ha inserito nella sua Hall of Fame.[38]
- È inserito nella Top 11 Rossoblù - I più forti di sempre, la formazione votata dai tifosi comprendente i migliori rossoblù di sempre.[39]
- Premio "Leader in campo 2013" assegnato dall'Associazione Italiana Allenatori Calcio nell'ambito del meeting Football Leader.[40]
- Premio Sardegna Live "Il Sardo dell'anno 2013", concorso indetto dalla web tv Sardegna Live per eleggere il personaggio che più di tutti, nel corso dell'anno, ha tenuto alto il nome della Sardegna nel mondo.

## Statistiche

### Presenze e reti nei club
Statistiche aggiornate al 2 giugno 2015.
| Stagione        | Squadra         | Campionato      | Campionato | Campionato | Coppe nazionali | Coppe nazionali | Coppe nazionali | Coppe continentali | Coppe continentali | Coppe continentali | Altre coppe | Altre coppe | Altre coppe | Totale | Totale |
| Stagione        | Squadra         | Comp            | Pres       | Reti       | Comp            | Pres            | Reti            | Comp               | Pres               | Reti               | Comp        | Pres        | Reti        | Pres   | Reti   |
| --------------- | --------------- | --------------- | ---------- | ---------- | --------------- | --------------- | --------------- | ------------------ | ------------------ | ------------------ | ----------- | ----------- | ----------- | ------ | ------ |
| 1996-1997       | Roma            | A               | 1          | 0          | CI              | 0               | 0               | CU                 | 0                  | 0                  |             | -           | -           | 1      | 0      |
| 1997-1998       | Roma            | A               | 0          | 0          | CI              | 0               | 0               |                    | -                  | -                  |             | -           | -           | 0      | 0      |
| 1998-1999       | Roma            | A               | 4          | 1          | CI              | 1               | 0               | CU                 | 0                  | 0                  |             | -           | -           | 5      | 1      |
| Totale Roma     | Totale Roma     | Totale Roma     | 5          | 1          |                 | 1               | 0               |                    | 0                  | 0                  |             | -           | -           | 6      | 1      |
| 1999-2000       | Cagliari        | A               | 9          | 1          | CI              | 1               | 0               |                    | -                  | -                  |             | -           | -           | 10     | 1      |
| 2000-2001       | Cagliari        | B               | 24         | 6          | CI              | 3               | 0               |                    | -                  | -                  |             | -           | -           | 27     | 6      |
| 2001-2002       | Cagliari        | B               | 32         | 2          | CI              | 2               | 0               |                    | -                  | -                  |             | -           | -           | 34     | 2      |
| 2002-2003       | Cagliari        | B               | 12         | 0          | CI              | 0               | 0               |                    | -                  | -                  |             | -           | -           | 12     | 0      |
| 2003-2004       | Cagliari        | B               | 33         | 0          | CI              | 1               | 0               |                    | -                  | -                  |             | -           | -           | 34     | 0      |
| 2004-2005       | Cagliari        | A               | 30         | 0          | CI              | 7               | 2               |                    | -                  | -                  |             | -           | -           | 37     | 2      |
| 2005-2006       | Cagliari        | A               | 30         | 3          | CI              | 4               | 0               |                    | -                  | -                  |             | -           | -           | 34     | 3      |
| 2006-2007       | Cagliari        | A               | 30         | 3          | CI              | 3               | 0               |                    | -                  | -                  |             | -           | -           | 33     | 3      |
| 2007-2008       | Cagliari        | A               | 32         | 5          | CI              | 1               | 0               |                    | -                  | -                  |             | -           | -           | 33     | 5      |
| 2008-2009       | Cagliari        | A               | 31         | 5          | CI              | 1               | 0               |                    | -                  | -                  |             | -           | -           | 32     | 5      |
| 2009-2010       | Cagliari        | A               | 32         | 5          | CI              | 1               | 0               |                    | -                  | -                  |             | -           | -           | 33     | 5      |
| 2010-2011       | Cagliari        | A               | 29         | 5          | CI              | 0               | 0               |                    | -                  | -                  |             | -           | -           | 29     | 5      |
| 2011-2012       | Cagliari        | A               | 32         | 4          | CI              | 2               | 1               |                    | -                  | -                  |             | -           | -           | 34     | 5      |
| 2012-2013       | Cagliari        | A               | 29         | 3          | CI              | 0               | 0               |                    | -                  | -                  |             | -           | -           | 29     | 3      |
| 2013-2014       | Cagliari        | A               | 31         | 4          | CI              | 1               | 0               |                    | -                  | -                  |             | -           | -           | 32     | 4      |
| 2014-2015       | Cagliari        | A               | 18         | 1          | CI              | 3               | 1               |                    | -                  | -                  |             | -           | -           | 21     | 2      |
| Totale Cagliari | Totale Cagliari | Totale Cagliari | 434        | 47         |                 | 30              | 4               |                    | -                  | -                  |             | -           | -           | 464    | 51     |
| Totale carriera | Totale carriera | Totale carriera | 439        | 48         |                 | 31              | 4               |                    | 0                  | 0                  |             | -           | -           | 470    | 52     |

### Cronologia presenze e reti in nazionale
| Cronologia completa delle presenze e delle reti in nazionale ― Italia under 21 | Cronologia completa delle presenze e delle reti in nazionale ― Italia under 21 | Cronologia completa delle presenze e delle reti in nazionale ― Italia under 21 | Cronologia completa delle presenze e delle reti in nazionale ― Italia under 21 | Cronologia completa delle presenze e delle reti in nazionale ― Italia under 21 | Cronologia completa delle presenze e delle reti in nazionale ― Italia under 21 | Cronologia completa delle presenze e delle reti in nazionale ― Italia under 21 | Cronologia completa delle presenze e delle reti in nazionale ― Italia under 21 |
| Data                                                                           | Città                                                                          | In casa                                                                        | Risultato                                                                      | Ospiti                                                                         | Competizione                                                                   | Reti                                                                           | Note                                                                           |
| ------------------------------------------------------------------------------ | ------------------------------------------------------------------------------ | ------------------------------------------------------------------------------ | ------------------------------------------------------------------------------ | ------------------------------------------------------------------------------ | ------------------------------------------------------------------------------ | ------------------------------------------------------------------------------ | ------------------------------------------------------------------------------ |
| 16-8-2000                                                                      | Pescara                                                                        | Italia under 21                                                                | 2 – 0                                                                          | Messico under 21                                                               | Amichevole                                                                     | -                                                                              | 75’                                                                            |
| Totale                                                                         |                                                                                | Presenze                                                                       | 1                                                                              |                                                                                | Reti                                                                           | 0                                                                              |                                                                                |